# Асьют Петролеум
Асьют Петролеум (Petrol Asyut) — єгипетський футбольний клуб, що базується в місті Асьют, головному центрі мухафази Асьют.
Футбольна команда «Асьют Петролеум» представляє в єгипетській Прем'єр-лізі місто Асьют з трьох мільйонного однойменного мухафах (губернаторство Єгипту). Команда «зірок не хапала» в єгипетському футболі, зчаста опускалася та піднімалася в елітну лігу. Найбільшим досягненням стала участь в півфіналі Кубка Єгипту з футболу в сезоні 2008-2009 років.